# Нильсен, Йенс (хоккеист)
Йенс Нильсен (дат. Jens Nielsen; род. 23 октября 1969, Копенгаген) — датский хоккеист, крайний нападающий, тренер.

## Карьера
Большую часть своей карьеры провел в Швеции, где он долгие годы выступал за «Лександ». Параллельно вызывался в сборную Дании, за которую Нильсен дебютировал в 18 лет. Всего нападающий сыграл в ее составе на 18 Чемпионатах мира в разных дивизионах. Свой последний турнир он провел в 2007 году в Москве.
Завершал свою карьеру в низших шведских дивизионах, где он начал тренировать. Нильсен ассистирует своему соотечественнику Хайнцу Элерсу в сборной Дании и в швейцарском клубе «Лангнау Тайгерс».

## Семья
Сыновья Нильсена Виллиам (род. 1998) и Эдвин (род. 2002) также стали хоккеистами и выступают в шведских клубах.